# BayernSPD
BayernSPD – Landesverband, kurz BayernSPD (Eigenbezeichnung für Sozialdemokratische Partei Deutschlands (SPD), Landesverband Bayern), ist der bayerische Landesverband der Sozialdemokratischen Partei Deutschlands. Mitte 2022 war er mit rund 52.000 Mitgliedern der zweitgrößte Landesverband einer Partei in Bayern.
Vorsitzende ist Ronja Endres.

## Geschichte

### Die SPD im Königreich Bayern
Sozialdemokratische Organisationen sind auch in Bayern schon früh entstanden. So gab es seit dem Jahr 1866 in Nürnberg einen Arbeiterbildungsverein. Im Jahr 1881 errang Karl Grillenberger in Nürnberg das erste Reichstagsmandat für die SPD in Bayern. 1887 trat die SPD (noch nicht unter diesem Namen) im Königreich Bayern erstmals bei der Wahl zur Abgeordnetenkammer des Königreiches an, konnte mit 2,1 Prozent der Stimmen aber keinen Sitz gewinnen.
Die Geschichte der SPD Bayern als eigener Organisation begann mit dem ersten Parteitag der SPD in Bayern, der auf Initiative von Georg von Vollmar im Jahr 1892 nicht wie geplant in der Stadt Regensburg, sondern im dörflichen Vorort Reinhausen zusammentrat, weil der damalige konservativ-liberale Bürgermeister der Stadt Oskar von Stobäus es verstanden hatte, die städtischen Gastwirte von einer Saalvermietung Abstand nehmen zu lassen. Der Parteitag beschloss, dass die SPD 1893 zu den Landtagswahlen antreten werde und verabschiedete ein Wahlprogramm. In diesem Wahlprogramm hieß es u. a.: „Pflege der Wissenschaft und Kunst, unbeschränkte Freiheit ihrer Lehre und Uebung. Schaffung eines Schulgesetzes auf folgenden Grundlagen: Unentgeltlichkeit des Schulunterrichts und der Lehrmittel, Bestreitung der Kosten durch den Staat, Verbesserung der Volksschule, insbesondere durch Ausdehnung der Schulzeit und Ersetzung der nutzlosen Feiertagsschule durch einen wirksamen Fortbildungsunterricht. Verpflegung bedürftiger Schulkinder auf öffentliche Kosten. Entlastung der Lehrer vom Kirchendienst und Aufbesserung ihrer Gehälter; weltliche Schulinspektion.“
Bei der Landtagswahl 1893 zogen die ersten fünf SPD-Abgeordneten in die Abgeordnetenkammer des bayerischen Landtags ein; insgesamt kam die SPD auf einen Stimmenanteil von 3,7 Prozent. Den Vorsitz der kleinen SPD-Fraktion übernahm Georg von Vollmar, der im Jahr darauf auch zum ersten Vorsitzenden der bayerischen SPD gewählt wurde und beide Ämter bis 1918 behielt. In dieser Zeit konnte die SPD ihren Stimmenanteil und die Zahl ihrer Mandate ausbauen. Bei der letzten Wahl eines Landtages im Königreich Bayern 1912 erzielte die Partei mit 19,5 Prozent der Stimmen 30 Mandate und war damit nach dem Zentrum zweitstärkste Fraktion.
Die Politik der bayerischen SPD unter Georg von Vollmar war stark reformistisch geprägt. Dies führte immer wieder zu Konflikten mit der SPD im Reich, die unter August Bebel revolutionär bzw. zentristisch geprägt ist. Die bayerische SPD stimmte immer wieder im Landtag dem Haushalt zu, ging Wahlbündnisse mit dem Zentrum ein und versuchte, Mehrheiten im Landtag für die eigenen politischen Ziele zu erreichen. Dies gelang auch immer wieder, so zum Beispiel bei der Reform des Vereins- und Versammlungsgesetzes, mit der die Arbeit von SPD und Gewerkschaften erleichtert und Frauen die Betätigung in politischen Vereinen und Gewerkschaften erlaubt wurde. Ebenso gelangen Verbesserungen in der Sozialpolitik sowie bei der Kartellfreiheit. Ihren Höhepunkt erreichte die reformistische Ausrichtung wohl, als die SPD-Fraktion im Landtag in der Diskussion um eine Parlamentarisierung Bayerns 1918 ausdrücklich vor dem Ausbruch einer Revolution warnte.
Die Spaltung der SPD anlässlich des Ersten Weltkriegs vollzog sich auch in Bayern. Zwar stimmte die bayerische SPD im Landtag der Kriegsfinanzierung nicht zu – anders als die SPD im Reichstag –, trotzdem entstand auch in Bayern eine USPD.
1918 zog sich Georg von Vollmar aus gesundheitlichen Gründen von seinen Ämtern zurück. Schon zuvor hatte er die Arbeit weitgehend delegiert. Nachfolger Vollmars als Parteivorsitzender in Bayern wurde Erhard Auer, der das Amt bis zum Verbot der SPD 1933 innehatte.

### Die bayerische SPD in der Revolution 1918/19
Die SPD im Landtag hatte versucht, durch Initiativen für eine Parlamentarisierung des Regierungssystems eine Revolution in Bayern zu vermeiden. Zu dieser Parlamentarisierung kam es auch mit der Verfassungsreform am 2. November 1918; der SPD wurde zugesagt, dass sie in der künftig vom Parlament abhängigen Regierung vertreten sein werde.
Trotzdem kam es nur wenige Tage später, am 7. November, zur Revolution. In München konstituierte sich ein Arbeiter- und Soldatenrat. Der Landtag wurde gestürmt, König Ludwig III. wurde für abgesetzt erklärt. Wenige Tage später entband der König die Beamtenschaft in der Anifer Erklärung vom Treueid und stellte damit die Arbeitsfähigkeit der Verwaltung sicher. Die Abdankung verweigerte er. Das Haus Wittelsbach hat bis heute keinen Thronverzicht erklärt. Der USPD-Politiker Kurt Eisner rief den Freistaat aus und verankerte ihn in der Verfassung. Dort stand zu lesen: „Bayern ist ein Freistaat und Mitglied des Deutschen Reiches. […] Die Landesfarben sind weiß und blau.“
Die Regierung dieses neuen Freistaats übernahm eine gemeinsame Regierung aus USPD und SPD; die SPD, die die Revolution nicht gewollt hatte, entschloss sich zum Eintritt in die Regierung, um die Kontrolle über die Ereignisse nicht zu verlieren. Als Ministerpräsident dieser Regierung fungierte Kurt Eisner, der damit der erste Sozialdemokrat in dieser Funktion in Bayern war. Die parlamentarischen Aufgaben übernahm der Provisorische Nationalrat. Im Ringen darum, ob Bayern künftig eine Räterepublik sein sollte, wie es Eisner anstrebte, oder eine parlamentarische Demokratie, setzte sich die Mehrheits-SPD durch: Für den 12. Januar 1919 wurden Landtagswahlen angesetzt.
Bei diesen Wahlen erlitt die USPD eine vernichtende Niederlage: Sie kam auf lediglich 2,5 Prozent der Stimmen und damit auf drei Mandate. Die SPD erzielte 33 Prozent und war mit 61 Abgeordneten im insgesamt 180 Mandate umfassenden Landtag vertreten. Erstmals durften Frauen wählen und gewählt werden. Die ersten weiblichen Abgeordneten der SPD waren Aurelie Deffner und Emilie Mauerer.
Auf dem Weg zu konstituierenden Sitzung des neuen Landtags wurde Kurt Eisner, der dort seinen Rücktritt als Ministerpräsident erklären wollte, am 21. Februar 1919 erschossen. Im Landtag kam es daraufhin zu Tumulten, in deren Folge zwei Menschen starben und Erhard Auer, der in der Regierung Eisner als Innenminister fungierte, angeschossen wurde; sein Attentäter hielt ihn für den Verantwortlichen für die Ermordung Eisners.

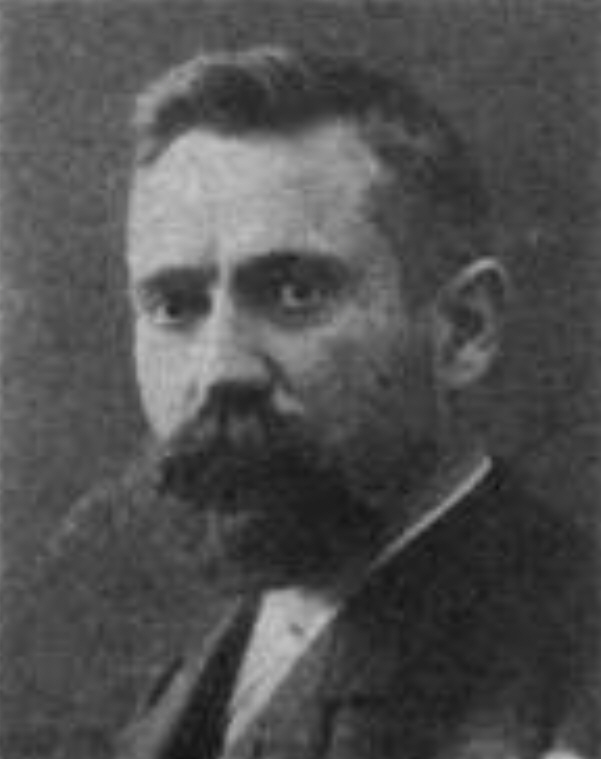
Johannes Hoffmann, bayerischer Ministerpräsident 1919 bis 1920

In München kam es in der Folge zu Unruhen, die in der Ausrufung der Münchner Räterepublik gipfelten. Der Landtag wählte am 17. März den SPD-Politiker Johannes Hoffmann zum Ministerpräsidenten, obwohl die SPD nicht die stärkste Landtagsfraktion stellte. Hoffmann führte zunächst eine Regierung aus SPD, USPD und Bayerischem Bauernbund. Die Regierung arbeitete – mittlerweile wie der Landtag nach Bamberg geflohen – die bayerische Verfassung aus, die am 12. August 1919 beschlossen wurde. Zu diesem Zeitpunkt sind USPD und Bauernbund aus der Regierung ausgeschieden, Hoffmann regierte seit dem 31. Mai 1919 in einer Koalition aus SPD, BVP und DDP. Ursache für die Regierungsumbildung war die brutale Niederschlagung der Münchner Räterepublik durch Reichswehr und Freikorps, die die Regierung Hoffmann beauftragt hatte.
Am 14. März 1920 trat Johannes Hoffmann als bayerischer Ministerpräsident zurück. Kurz zuvor hatte die Regierung gegen den Willen Hoffmanns die vollziehende Gewalt auf den Chef der in Bayern stationierten Reichswehrtruppen, General Arnold von Möhl, übertragen. Die SPD ging in die Opposition, in der sie bis zum Ende der Weimarer Republik verblieb.

### Die bayerische SPD in der Weimarer Republik und im Nationalsozialismus
Aus der ersten Landtagswahl nach der neuen bayerischen Verfassung am 6. Juni 1920 ging die SPD mit einer verheerenden Niederlage hervor: Sie halbierte gegenüber der Wahl vom 12. Januar 1919 ihren Stimmenanteil auf nur noch 16,5 Prozent, was 26 Mandaten (zuvor 61) entsprach. Deutlich gewinnen konnte die USPD, die ihren Stimmenanteil von 2,5 Prozent auf 12,8 Prozent (20 Mandate) mehr als verfünffachte. Am 8. November 1922 traten die meisten Landtagsabgeordneten der USPD der SPD wieder bei, deren Mandatszahl auf 40 anstieg.
Bei den Wahlen vom 6. April 1924 machte sich der Zusammenschluss von SPD und USPD allerdings nicht bemerkbar: Die SPD erzielte gerade einmal 17,2 Prozent, auf das addierte Stimmenergebnis von 1920 verlor sie also 12,1 Prozentpunkte. Im Landtag kam die SPD auf nur noch 23 Mandate, ein Verlust von 17. Den aufkommenden Nationalsozialismus – die NSDAP zog bei der Wahl 1924 erstmals und mit der gleichen Mandatszahl wie die SPD in den bayerischen Landtag ein – analysierte der Landtagsabgeordnete Wilhelm Hoegner anlässlich des Hitlerputsches 1923 in einer mehr als tausendseitigen Untersuchung.
Bei der Wahl am 20. Mai 1928 konnte die SPD erstmals ihren Stimmenanteil wieder steigern: Sie kam auf 24,2 Prozent und 34 Mandate im Landtag. Ab dem 20. August 1930 tolerierte die SPD die Minderheitsregierung von Heinrich Held, der zuvor durch das Ausscheiden des Bauernbundes seine Mehrheit im Landtag und in der Folge eine Vertrauensabstimmung verloren hatte.
Bei der Landtagswahl am 24. April 1932 verliert die SPD wieder deutlich und kommt nur noch auf 15,4 Prozent und 20 Mandate.
Dem durch die Gleichschaltung der Länder neu zusammengesetzten Landtag vom 31. März 1933 gehören 17 Abgeordnete der SPD an. Diese verweigern als einzige am 29. April 1933 dem bayerischen Ermächtigungsgesetz die Zustimmung; der Abgeordnete Michael Poeschke konnte dabei nicht an der Sitzung teilnehmen, da er aufgrund der im KZ Dachau erlittenen Misshandlungen in ein Krankenhaus eingeliefert werden musste. Daher gab es gegen das Ermächtigungsgesetz nur 16 Nein-Stimmen. Der Vorsitzende der Landtagsfraktion, Albert Roßhaupter, begründete die Ablehnung der bayerischen Variante des Ermächtigungsgesetzes seitens seiner Fraktion.
Im Dritten Reich bezahlten viele bayerische Sozialdemokraten ihre Widerstandsaktionen mit hohen Gefängnis- und Zuchthausstrafen, Einweisung in Konzentrationslager oder sogar mit dem Tod durch Urteile der nationalsozialistischen Gerichte.

### Die bayerische SPD in der Nachkriegszeit

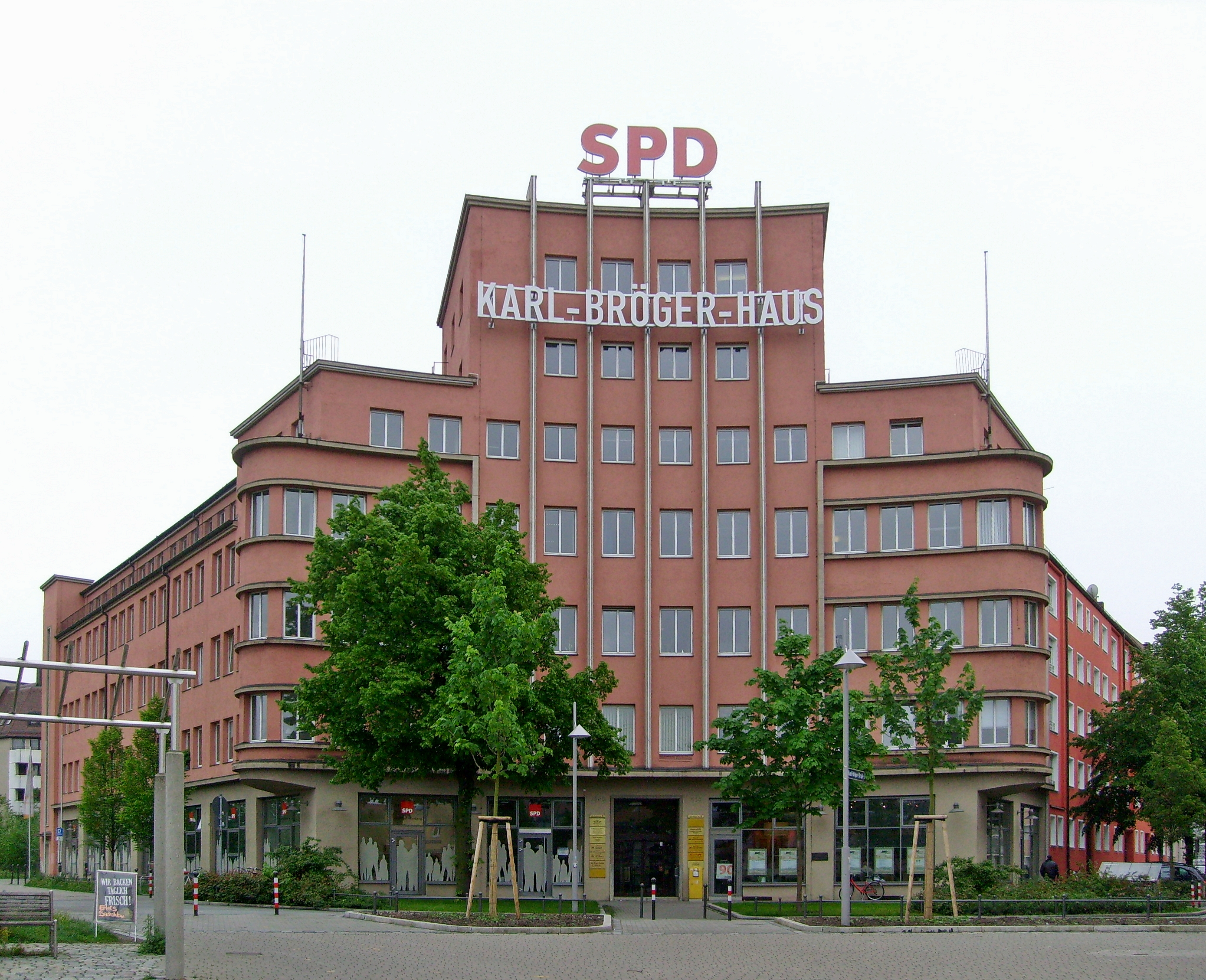
Das Karl-Bröger-Haus, Nürnberger Parteizentrale der BayernSPD

Die bayerische SPD konstituierte sich fast unmittelbar nach dem Krieg wieder. Dies geschah allerdings zunächst inoffiziell, da die Bildung von Parteien in der amerikanischen Besatzungszone zunächst verboten war. Erst am 8. Januar 1946 wurde die SPD wieder zugelassen, gleichzeitig mit der CSU als erste Partei in Bayern.
In der ersten, von der amerikanischen Besatzungsbehörde eingesetzten Regierung von Fritz Schäffer war die SPD mit Albert Roßhaupter als Arbeitsminister vertreten. Diese Regierung wurde nach wenigen Monaten Amtszeit abgesetzt; zum neuen Ministerpräsidenten ernannte die Besatzungsverwaltung am 28. September 1945 den SPD-Politiker Wilhelm Hoegner.
Der erste Landesparteitag der bayerischen SPD fand nach einigen Vorbereitungssitzungen am 13. und 14. April 1946 in Erlangen statt. Zum ersten Landesvorsitzenden wurde Wilhelm Hoegner gewählt, gleichzeitig wohl auch Lisa Albrecht. Die Rolle von Lisa Albrecht ist allerdings nicht eindeutig zu klären. In der Geschichte der SPD-Landtagsfraktion wird ausschließlich Hoegner als Parteivorsitzender von 1946 bis 1947 genannt. Mehrere Biographien von Lisa Albrecht weisen allerdings diese als Vorsitzende für den gleichen Zeitraum aus.

Wilhelm Hoegner, bayerischer Ministerpräsident 1945 bis 1946 sowie 1954 bis 1957

Die Regierung Hoegner amtierte, bis nach dem Inkrafttreten der bayerischen Verfassung der neu konstituierte Landtag am 21. Dezember 1946 Hans Ehard (CSU) zum Ministerpräsidenten wählt. In die Amtszeit der ersten Regierung Hoegner fällt somit die Erarbeitung der Verfassung des Freistaates Bayern von 1946. Diese wurde von Hoegner maßgeblich geprägt, der im Exil in der Schweiz einen Verfassungsentwurf erarbeitet hatte. Trotz einer absoluten Mehrheit der CSU in der Verfassungsgebenden Landesversammlung wurde dieser Entwurf Grundlage der Beratungen.
Nach der Wahl des ersten bayerischen Landtags nach dem Krieg 1946 blieb die SPD zunächst in der Regierung vertreten, obwohl die CSU die absolute Mehrheit gewonnen hatte. Die SPD verließ aber am 20. September 1947 die Koalition, gegen den Widerstand Hoegners. Hoegner schied im Zuge dieser Auseinandersetzung bereits am 11. Mai 1947 aus seinem Amt als Landesvorsitzender der SPD aus, zu seinem Nachfolger wurde Waldemar von Knoeringen gewählt.
Bei der Landtagswahl 1950 wurde die SPD zum ersten (und bisher einzigen) Mal in ihrer Geschichte stärkste Partei in Bayern. Sie stellte allerdings nicht die stärkste Fraktion, die CSU gewann ein Mandat mehr. Die SPD trat nun aber wieder in die Regierung unter Ehard ein. Wilhelm Hoegner wurde stellvertretender Ministerpräsident und Innenminister.

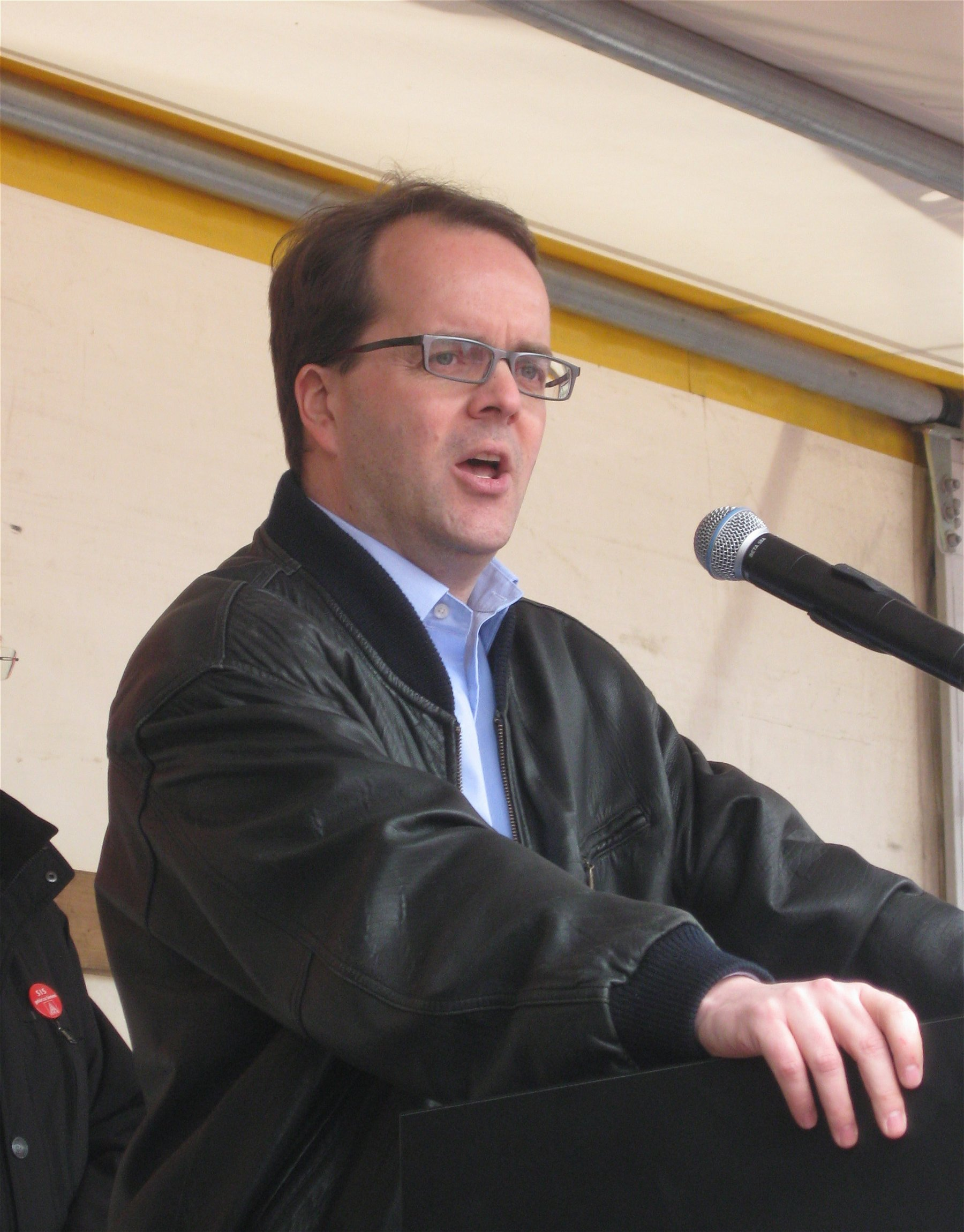
Fraktionsvorsitzender 2009 bis 2018, Markus Rinderspacher

Nach der Landtagswahl 1954 bildete die SPD überraschend die Regierung in einer Vierer-Koalition mit dem Gesamtdeutschen Block/Bund der Heimatvertriebenen und Entrechteten, der Bayernpartei und der FDP. Damit regierten alle Parteien im Landtag außer der CSU, die zuvor mit der Regierungsbildung gescheitert war. Das Amt des Ministerpräsidenten übernahm Wilhelm Hoegner. Die Viererkoalition zerbrach 1957 unter anderem an der Spielbankenaffäre und endgültig am Wahlerfolg von CDU/CSU bei der Bundestagswahl 1957. Wilhelm Hoegner trat am 8. Oktober 1957 als Ministerpräsident zurück. Seit Hoegners Rücktritt war die bayerische SPD an keiner Landesregierung mehr beteiligt, stellte jedoch bis 2018 stets die stärkste Oppositionsfraktion im Landtag. Ihr bislang höchstes Wahlergebnis erreichte die Partei in Bayern mit 35,8 % im Jahr 1966 mit ihrem Spitzenkandidaten Volkmar Gabert.
In der Opposition setzte die SPD-Landtagsfraktion unter Volkmar Gabert und Helmut Rothemund, beide auch SPD-Landesvorsitzende, Volksbegehren durch, so zur Einführung der christlichen Gemeinschaftsschule (gegen die konfessionsgebundenen Bekenntnisschulen) und gegen die Einschränkung der Rundfunkfreiheit (1978).
Unter der Führung von Markus Rinderspacher klagte die Landtags-SPD mehrfach erfolgreich beim Bayerischen Verfassungsgerichtshof gegen die Staatsregierung (2011 „Resonanzstudienaffäre“, 2014 „Verwandtschaftsaffäre“ und 2016 „Volksbefragung“). In seine Amtszeit fallen auch der Beschluss zum Ausstieg aus der Atomenergie (2011), die Abschaffung der Studiengebühren (2013) und die Rückkehr zum verlangsamten Gymnasium G9 (2018).
Bei den Landtagswahlen am 14. Oktober 2018 erzielte die BayernSPD ein historisch schlechtes Ergebnis von 9,7 Prozent. Damit ist sie im Landtag nur noch die fünftstärkste Kraft. Dieses Ergebnis wurde bei der nachfolgenden Wahl 2023 noch einmal unterboten.

## Landtagswahlergebnisse der BayernSPD
| Landtagswahlergebnisse | Landtagswahlergebnisse | Landtagswahlergebnisse | Landtagswahlergebnisse  |
| Jahr                   | Stimmen                | Sitze                  | Spitzenkandidat         |
| ---------------------- | ---------------------- | ---------------------- | ----------------------- |
| 1887                   | 2,1 %                  | 0                      |                         |
| 1893                   | 3,7 %                  | 5                      |                         |
| 1899                   | 15,3 %                 | 11                     |                         |
| 1905                   | 18,0 %                 | 12                     |                         |
| 1907                   | 17,7 %                 | 20                     |                         |
| 1912                   | 19,5 %                 | 30                     |                         |
| 1919                   | 33,0 %                 | 61                     |                         |
| 1920                   | 16,5 %                 | 26                     |                         |
| 1924                   | 17,2 %                 | 23                     |                         |
| 1928                   | 24,2 %                 | 34                     |                         |
| 1932                   | 15,5 %                 | 20                     |                         |
| 1946                   | 28,6 %                 | 54                     | Wilhelm Hoegner         |
| 1950                   | 28,0 %                 | 63                     | Waldemar von Knoeringen |
| 1954                   | 28,1 %                 | 61                     | Wilhelm Hoegner         |
| 1958                   | 30,8 %                 | 64                     | Wilhelm Hoegner         |
| 1962                   | 35,3 %                 | 79                     | Volkmar Gabert          |
| 1966                   | 35,8 %                 | 79                     | Volkmar Gabert          |
| 1970                   | 33,3 %                 | 70                     | Volkmar Gabert          |
| 1974                   | 30,2 %                 | 64                     | Hans-Jochen Vogel       |
| 1978                   | 31,4 %                 | 65                     | Helmut Rothemund        |
| 1982                   | 31,9 %                 | 71                     | Helmut Rothemund        |
| 1986                   | 27,5 %                 | 61                     | Karl-Heinz Hiersemann   |
| 1990                   | 26,0 %                 | 58                     | Karl-Heinz Hiersemann   |
| 1994                   | 30,0 %                 | 70                     | Renate Schmidt          |
| 1998                   | 28,7 %                 | 67                     | Renate Schmidt          |
| 2003                   | 19,6 %                 | 41                     | Franz Maget             |
| 2008                   | 18,6 %                 | 39                     | Franz Maget             |
| 2013                   | 20,6 %                 | 42                     | Christian Ude           |
| 2018                   | 9,7 %                  | 22                     | Natascha Kohnen         |
| 2023                   | 8,4 %                  | 17                     | Florian von Brunn       |

## Vorsitzende

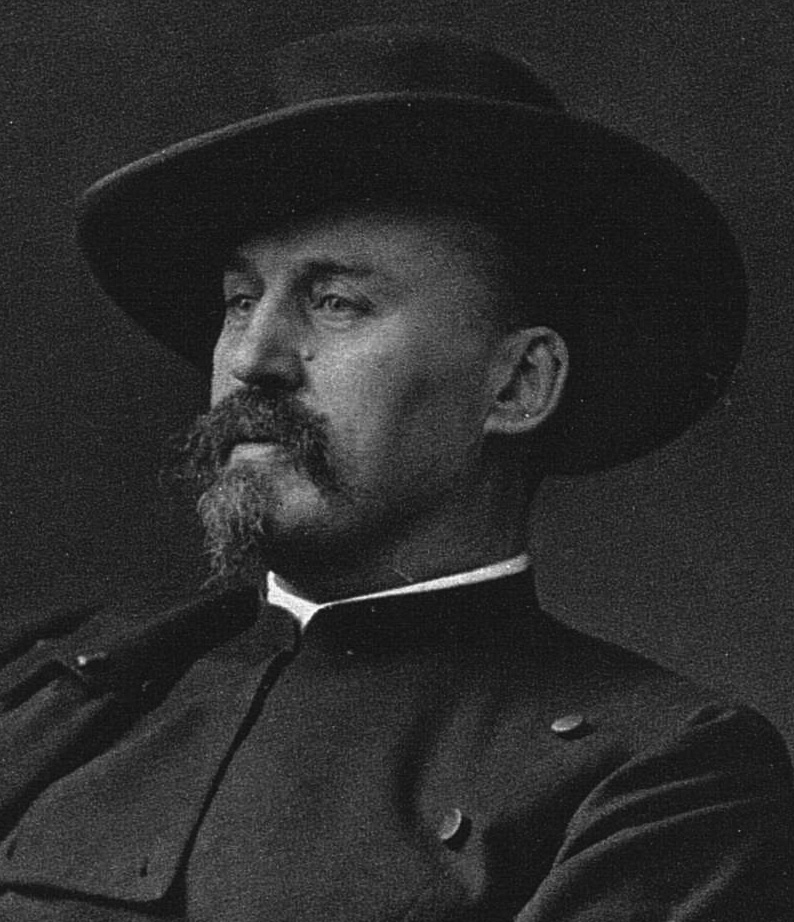
Georg von Vollmar, erster Vorsitzender der bayerischen SPD

| Jahre     | Vorsitzende             | Vorsitzende             |
| --------- | ----------------------- | ----------------------- |
| 1892–1918 | Georg von Vollmar       | Georg von Vollmar       |
| 1918–1933 | Erhard Auer             | Erhard Auer             |
| 1946–1947 | Lisa Albrecht           | Lisa Albrecht           |
| 1946–1947 | Wilhelm Hoegner         | Wilhelm Hoegner         |
| 1947–1963 | Waldemar von Knoeringen | Waldemar von Knoeringen |
| 1963–1972 | Volkmar Gabert          | Volkmar Gabert          |
| 1972–1977 | Hans-Jochen Vogel       | Hans-Jochen Vogel       |
| 1977–1985 | Helmut Rothemund        | Helmut Rothemund        |
| 1985–1991 | Rudolf Schöfberger      | Rudolf Schöfberger      |
| 1991–2000 | Renate Schmidt          | Renate Schmidt          |
| 2000–2003 | Wolfgang Hoderlein      | Wolfgang Hoderlein      |
| 2003–2009 | Ludwig Stiegler         | Ludwig Stiegler         |
| 2009–2017 | Florian Pronold         | Florian Pronold         |
| 2017–2021 | Natascha Kohnen         | Natascha Kohnen         |
| 2021–2024 | Florian von Brunn       | Florian von Brunn       |
| 2021–     | Ronja Endres            | Ronja Endres            |

## Generalsekretäre
| Jahre     | Generalsekretäre |
| --------- | ---------------- |
| 2017–2021 | Uli Grötsch      |
| 2021–2023 | Arif Taşdelen    |
| 2023–     | Ruth Müller      |

## Fraktion der SPD im bayerischen Landtag
Fraktionsvorsitzende der SPD im bayerischen Landtag waren:

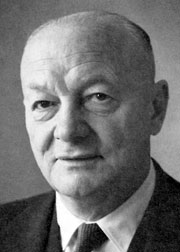
Jean Stock, erster Fraktionsvorsitzender der SPD nach dem Zweiten Weltkrieg

| Jahre        | Vorsitzender            |
| ------------ | ----------------------- |
| 1893–1918    | Georg von Vollmar       |
| 1918/19–1933 | Johannes Timm           |
| 1933         | Albert Roßhaupter       |
| 1946–1950    | Jean Stock              |
| 1950–1958    | Waldemar von Knoeringen |
| 1958–1962    | Wilhelm Hoegner         |
| 1962–1976    | Volkmar Gabert          |
| 1976–1986    | Helmut Rothemund        |
| 1986–1992    | Karl-Heinz Hiersemann   |
| 1992–1994    | Albert Schmid           |
| 1994–2000    | Renate Schmidt          |
| 2000–2009    | Franz Maget             |
| 2009–2018    | Markus Rinderspacher    |
| 2018–2021    | Horst Arnold            |
| 2021–2024    | Florian von Brunn       |
| 2024–        | Holger Grießhammer      |

## Struktur

### Organisation
Die BayernSPD gliedert sich in die sieben Bezirke OberbayernSPD, NiederbayernSPD, OberpfalzSPD, OberfrankenSPD, UnterfrankenSPD, MittelfrankenSPD und SchwabenSPD, die identisch mit den bayerischen Regierungsbezirken (Oberbayern, Niederbayern, Oberpfalz, Oberfranken, Unterfranken, Mittelfranken, Schwaben) sind. Die Bezirke sind in Unterbezirke aufgeteilt. Dabei entspricht ein Unterbezirk entweder weitgehend einem Bundestagswahlkreis oder einem Landkreis bzw. einer kreisfreien Stadt.
Die Unterbezirke wiederum sind in Ortsvereine (OV) aufgegliedert und entsprechen dann einzelnen Gemeinden oder Gemeindeverbänden bzw. Städten, Stadtteilen oder Siedlungen. Wenn der Unterbezirk nicht dem Landkreis oder der kreisfreien Stadt entspricht, stehen zwischen Ortsvereinen und Unterbezirken zudem Kreis- und Stadtverbände.

### Arbeitsgemeinschaften
In Bayern bestehen (wie in den anderen Bundesländern auch) eine Reihe von Arbeitsgemeinschaft der SPD für bestimmte Bevölkerungsgruppen:
| Arbeitsgemeinschaft                                                     | Vorsitzender in Bayern |
| ----------------------------------------------------------------------- | ---------------------- |
| Jusos in der BayernSPD                                                  | Anna Tanzer            |
| Arbeitsgemeinschaft 60+                                                 | Bertram Hacker         |
| Arbeitsgemeinschaft für Arbeit (AfA)                                    | Ronja Endres           |
| Arbeitsgemeinschaft sozialdemokratischer Frauen (ASF)                   | Micky Wenngatz         |
| Arbeitsgemeinschaft Selbständige in der SPD (AGS)                       | Dirk Goldenstein       |
| Arbeitsgemeinschaft für Bildung (AfB)                                   | Herbert Lohmeyer       |
| Arbeitsgemeinschaft sozialdemokratischer Juristinnen und Juristen (ASJ) | Katja Weitzel          |
| Arbeitsgemeinschaft der Sozialdemokraten im Gesundheitswesen (ASG)      | Armin Rüger            |
| Arbeitsgemeinschaft der Lesben und Schwulen (SPDqueer)                  | Daniel Jazdzewski      |
| Arbeitsgemeinschaft Migration und Vielfalt                              | Francesco Abate        |
| Arbeitsgemeinschaft Selbst Aktiv                                        | Sibylle Brandt         |

## Politische Bildung
Die BayernSPD arbeitet mit mehreren bayerischen Einrichtungen der politischen Bildung zusammen:
- der Friedrich-Ebert-Stiftung in Regensburg, in Würzburg auf der Frankenwarte sowie in München im Bayernforum,
- der Georg-von-Vollmar-Akademie in Kochel,
- der Frankenakademie Schloß Schney e. V. in Lichtenfels-Schney, Oberfranken,
- dem Bayerischen Seminar für Politik e. V. in München.